# Nationale Badminton-Föderation Russlands
Die Nationale Badminton-Föderation Russlands (russisch Национальная Федерация Бадминтона России) ist die oberste nationale administrative Organisation in der Sportart Badminton in Russland. Der Verband wurde 1992 als Nachfolger des Badmintonverbands der GUS gegründet, welcher auf die Existenz des Badminton-Verbands der UdSSR folgte.

## Geschichte
Badminton wurde in Russland seit den 1950er Jahren gespielt. Der Badminton-Verband der UdSSR wurde bald Mitglied der Badminton World Federation, damals als International Badminton Federation bekannt. Der sowjetische Verband wurde 1974 ebenfalls Mitglied im kontinentalen Dachverband Badminton Europe, der damals noch unter dem Namen European Badminton Union firmierte. Mit dem Ende der Sowjetunion 1990 war auch das Ende des sowjetischen Verbandes besiegelt und die Organisation ging 1991 in den Verband der GUS über, welcher bis 1992 existierte und von der Nationalen Badminton-Föderation Russlands abgelöst wurde. 2005 wurde die bis dahin parallel existierende Russische Badminton-Föderation (RBF) aufgelöst, welche die Aufgaben auf dem Gebiet des Badmintons schon in der damaligen RSFSR übernommen hatte.

## Bedeutende Veranstaltungen, Turniere und Ligen
- Russia Open
- St. Petersburg White Nights
- Russian Juniors
- Einzelmeisterschaft
- Pokal
- Mannschaftsmeisterschaft
- Föderationsmeisterschaft
- Juniorenmeisterschaft

## Präsidenten
- Wladimir Jakowlewitsch Lifschiz, Gründungspräsident 1992, im Amt bis 2005
- Sergei Michailowitsch Schachrai, Präsident seit 2005